# Sporting Clube de Portugal
Sporting Clube de Portugal je športsko društvo iz portugalskog glavnog grada Lisabona, osnovano 1906. godine kad je ekipa nezadovoljnih igrača i funkcionera napustila nogometnu momčad Benfice i osnovali novi nogometni klub i športsko društvo - Sporting.

## Sastavnice društva

### Nogomet
Vidi članak Sporting Clube de Portugal (nogomet)

### Futsal
Vidi članak Sporting Clube de Portugal (futsal)

### Rukomet
Vidi članak Sporting Clube de Portugal (rukomet)

### Hokej na koturaljkama
Vidi članak Sporting Clube de Portugal (hokej)

### Košarka
Vidi članak Sporting Clube de Portugal (košarka)

### Odbojka
Vidi članak Sporting Clube de Portugal (odbojka)

## Sportske infrastrukture

### Estádio José Alvalade
Vidi članak Estádio José Alvalade

### Pavilhão João Rocha
Vidi članak Pavilhão João Rocha

## Poveznice
- www.sporting.pt (na portugalskom)
- Fan site (na portugalskom)  Arhivirana inačica izvorne stranice od 27. travnja 2006. (Wayback Machine)
- Ultra Juve Leo Sporting
- Sportingovi navijači - Directivo Ultras XXI
- Torcida Verde
- Sporting Clube Portugal Database  Arhivirana inačica izvorne stranice od 30. prosinca 2006. (Wayback Machine)